# Казанцев, Роман
Роман Казанцев (род. 9 февраля 1965) — советский гребец.
Тренировался под руководством А. Камкина. Представлял гребной клуб «Спартак». Вице-чемпион мира среди юношей 1983 года (Франция).
Участник Олимпийских игр 1988 года в Сеуле, где занял в двойке с рулевым шестое место. Выступал на чемпионате мира 1989 года в Югославии.